# Сарисай (Хромтауський район)
Сариса́й (каз. Сарысай) — село у складі Хромтауського району Актюбінської області Казахстану. Входить до складу Кизилсуського сільського округу.
Населення — 500 осіб (2021; 437 у 2009, 769 у 1999, 951 у 1989).